# هرمان اشلگل
هرمان اشلگل (انگلیسی: Hermann Schlegel؛ ۱۰ ژوئن ۱۸۰۴ – ۱۷ ژانویهٔ ۱۸۸۴) یک زیست شناس اهل آلمان بود.